# Lord John in New York
Lord John in New York é um filme mudo do gênero mistério produzido nos Estados Unidos, dirigido por Edward J. Le Saint e lançado em 1915. É agora considerado um filme perdido.